# Jacob Muzzin
Jacob Muzzin, dit Jake Muzzin, (né le 21 février 1989 à Woodstock, dans la province de l'Ontario au Canada) est un joueur professionnel canadien de hockey sur glace. Il évolue au poste de défenseur.

## Jeunesse
Jake Muzzin est né le 21 février 1989 à Woodstock (Ontario, Canada). Il a une sœur aînée, Nina, et une sœur cadette, Julia.
Enfant, Jake a grandi en étant supporter des Maple Leafs de Toronto. Il était un grand fan de Doug Gilmour, l'ancien joueur de hockey sur glace qui a joué pour dix-sept équipes différentes dans la LNH et aimait aussi regarder Mats Sundin, Wendel Clark et Felix Potvin avec les patins.
Selon son père, Jake et son meilleur ami faisaient tous deux partie de l'équipe de hockey Nate Geerklinks, ils rêvaient de jouer pour les Maple Leafs. Mais son père, Ed, était un grand fan des Canadiens de Montréal.
De plus, lorsque Jack a eu sa première paire de bas de hockey, il a été déçu car ils étaient rouges et bleus (Équipe nationale canadienne) et non bleus (Maples Leafs).

## Carrière de joueur

### Junior
Muzzin a joué avec les Greyhounds de Sault Ste. Marie de la Ligue de hockey de l'Ontario durant son parcours chez les juniors. Après avoir terminé sa première saison, les Penguins de Pittsburgh le repêchent au 141e rang du repêchage d'entrée dans la LNH 2007. Sa dernière saison avec les Greyhounds, en 2009-2010, est couronnée de succès : il réalise 67 points pour 15 buts et 52 passes décisives en 64 parties et remporte le trophée Max-Kaminsky du meilleur défenseur de la ligue, en plus d'être nommé dans la première équipe d'étoiles de la LHO et de la Ligue canadienne de hockey.

### Professionnel
Son contrat n'étant pas renouvelé par les Penguins, il signe un contrat en tant qu'agent libre avec les Kings de Los Angeles le 4 janvier 2010. Il fait ses débuts dans la Ligue nationale de hockey avec les Kings en 2010-2011, jouant onze parties, et a joué la majorité de la saison avec les Monarchs de Manchester, le club-école des Kings dans la Ligue américaine de hockey.
Il devient joueur régulier avec les Kings en 2012-2013, saison écourtée par un lock-out, en jouant 45 des 48 matchs des Kings.
Par la suite, Jack a remporté les séries éliminatoires de la Coupe Stanley 2012. Il n'est apparu dans aucun des matchs de cette saison particulière. Lorsqu'il a remporté la Coupe Stanley contre les Devils du New Jersey, il n'a pas été inclus dans l'image de célébration.
Jack a continué à jouer pour les Kings et est également devenu formateur de l'équipe. En 2013, lui et les Kings sont convenus de prolonger le contrat de deux ans. Il a récolté 6 buts et 6 passes en 26 matchs lors des séries éliminatoires de 2014.
L'année suivante en 2015, Jack a de nouveau signé une prolongation de contrat de cinq ans avec l'équipe. Plus tard, les choses ne sont pas allées plus loin puisqu'il a été inscrit sur la liste des blessés début 2018.
Jack a subi une blessure majeure au haut du corps lors des séries éliminatoires de 2018. Il n'a pu jouer que deux matchs contre les Golden Knights de Vegas.
Le 28 janvier 2019, il est échangé aux Maple Leafs de Toronto contre l'attaquant Carl Grundström, des droits de négociation du défenseur Sean Durzi et d'un choix de 1er tour en 2019.

### En équipe nationale
Il représente le Canada au niveau international. Il est sélectionné pour son premier championnat du monde en 2015.

## Statistiques

### En club
| Saison     | Équipe                         | Ligue      |     | Saison régulière | Saison régulière | Saison régulière | Saison régulière | Saison régulière |    | Séries éliminatoires | Séries éliminatoires | Séries éliminatoires | Séries éliminatoires | Séries éliminatoires |
| Saison     | Équipe                         | Ligue      | PJ  | B                | A                | Pts              | Pun              | PJ               | B  | A                    | Pts                  | Pun                  |                      |                      |
| 2006-2007  | Greyhounds de Sault Ste. Marie | LHO        | 37  | 1                | 3                | 4                | 10               | 13               | 0  | 4                    | 4                    | 6                    |                      |                      |
| 2007-2008  | Greyhounds de Sault Ste. Marie | LHO        | 67  | 6                | 12               | 18               | 53               | 10               | 1  | 3                    | 4                    | 4                    |                      |                      |
| 2008-2009  | Greyhounds de Sault Ste. Marie | LHO        | 62  | 6                | 23               | 29               | 57               | -                | -  | -                    | -                    | -                    |                      |                      |
| 2009-2010  | Greyhounds de Sault Ste. Marie | LHO        | 64  | 15               | 52               | 67               | 76               | 5                | 0  | 1                    | 1                    | 2                    |                      |                      |
| 2009-2010  | Monarchs de Manchester         | LAH        | 1   | 0                | 1                | 1                | 0                | 13               | 1  | 3                    | 4                    | 6                    |                      |                      |
| 2010-2011  | Kings de Los Angeles           | LNH        | 11  | 0                | 1                | 1                | 0                | -                | -  | -                    | -                    | -                    |                      |                      |
| 2010-2011  | Monarchs de Manchester         | LAH        | 45  | 3                | 15               | 18               | 39               | 7                | 3  | 1                    | 4                    | 2                    |                      |                      |
| 2011-2012  | Monarchs de Manchester         | LAH        | 71  | 7                | 24               | 31               | 40               | 3                | 0  | 1                    | 1                    | 2                    |                      |                      |
| 2012-2013  | Monarchs de Manchester         | LAH        | 29  | 2                | 9                | 11               | 24               | -                | -  | -                    | -                    | -                    |                      |                      |
| 2012-2013  | Kings de Los Angeles           | LNH        | 45  | 7                | 9                | 16               | 35               | 17               | 0  | 3                    | 3                    | 6                    |                      |                      |
| 2013-2014  | Kings de Los Angeles           | LNH        | 76  | 5                | 19               | 24               | 58               | 26               | 6  | 6                    | 12                   | 8                    |                      |                      |
| 2014-2015  | Kings de Los Angeles           | LNH        | 76  | 10               | 31               | 41               | 22               | -                | -  | -                    | -                    | -                    |                      |                      |
| 2015-2016  | Kings de Los Angeles           | LNH        | 82  | 8                | 32               | 40               | 64               | 5                | 1  | 4                    | 5                    | 2                    |                      |                      |
| 2016-2017  | Kings de Los Angeles           | LNH        | 82  | 9                | 19               | 28               | 46               | -                | -  | -                    | -                    | -                    |                      |                      |
| 2017-2018  | Kings de Los Angeles           | LNH        | 74  | 8                | 34               | 42               | 40               | 2                | 0  | 0                    | 0                    | 2                    |                      |                      |
| 2018-2019  | Kings de Los Angeles           | LNH        | 50  | 4                | 17               | 21               | 33               | -                | -  | -                    | -                    | -                    |                      |                      |
| 2018-2019  | Maple Leafs de Toronto         | LNH        | 30  | 5                | 11               | 16               | 14               | 7                | 0  | 2                    | 2                    | 2                    |                      |                      |
| 2019-2020  | Maple Leafs de Toronto         | LNH        | 53  | 6                | 17               | 23               | 40               | 2                | 0  | 0                    | 0                    | 2                    |                      |                      |
| 2019-2020  | Marlies de Toronto             | LAH        | 1   | 0                | 0                | 0                | 0                | -                | -  | -                    | -                    | -                    |                      |                      |
| 2020-2021  | Maple Leafs de Toronto         | LNH        | 53  | 4                | 23               | 27               | 29               | 6                | 2  | 1                    | 3                    | 0                    |                      |                      |
| 2021-2022  | Maple Leafs de Toronto         | LNH        | 47  | 3                | 11               | 14               | 16               | 7                | 2  | 1                    | 3                    | 2                    |                      |                      |
| 2022-2023  | Maple Leafs de Toronto         | LNH        | 4   | 0                | 1                | 1                | 2                | -                | -  | -                    | -                    | -                    |                      |                      |
| Totaux LNH | Totaux LNH                     | Totaux LNH | 683 | 69               | 225              | 294              | 399              | 72               | 11 | 17                   | 28                   | 24                   |                      |                      |

### En équipe nationale
| Année | Équipe | Compétition          |    | PJ | B | A | Pts | Pun           |  | Résultat |
| 2015  | Canada | Championnat du monde | 10 | 0  | 8 | 8 | 4   | Médaille d'or |  |          |
| 2016  | Canada | Coupe du monde       | 1  | 0  | 0 | 0 | 0   | Vainqueur     |  |          |

## Trophées et honneurs personnels
- 2009-2010 :
  - participe au Match des étoiles de la LHO.
  - nommé dans la première équipe d'étoiles de la LHO.
  - nommé dans la première équipe d'étoiles de la Ligue canadienne de hockey.
  - remporte le trophée Max-Kaminsky du meilleur défenseur de la LHO.
- 2013-2014 : champion de la Coupe Stanley avec les Kings de Los Angeles.